# 瑞浪市立瑞陵中学校
瑞浪市立瑞陵中学校（みずなみしりつ ずいりょうちゅうがっこう）は、かつて岐阜県瑞浪市土岐町にあった公立中学校。

## 概要
- 1961年に土岐中学校と明世中学校を統合し、新たに開校した。土岐小学校と明世小学校の児童が進学していた。
- 2019年に瑞浪市立瑞浪北中学校か新設[2]されたのに伴い、2019年3月31日に閉校した。閉校時の生徒数は215名。

## 沿革
- 1961年（昭和36年）4月 - 土岐中学校と明世中学校を統合し開校。統合校舎未完成のため、旧・土岐中学校を土岐教室、旧・明世中学校を明世教室とする。
- 1963年（昭和38年） - 現在地に統合校舎が完成。土岐教室、明世教室を廃止。
- 1967年（昭和42年） - 体育館、プールが完成。
- 2019年（平成31年）
  - 3月17日 - 閉校式を行う。
  - 3月31日 - 閉校。